# Невидимки (За гранью возможного)
«Невидимки» (англ. The Outer Limits: The Invisibles) — телефильм, 19 серия 1 сезона телесериала «За гранью возможного» 1963—1965 годов. Режиссёр: Герд Освальд. В ролях — Дон Гордон, Джордж Макриди, Ди Хартфорд, Уолтер Бурк, Тони Морденте, Нил Гамильтон.

## Вступление
Вы не знаете этих людей. Вы, возможно, смотрели на них, но Вы их не видели. Они словно газеты, снесенные на дно ветреной ночью. По причинам и социологическим, и психологическим, эти трое никогда не присоединялись или не получали приглашения присоединиться к нормальному обществу. Они никогда не испытывали любовь или дружбу, не строили никаких длительных или конструктивных отношений, но сегодня, наконец, они станут частью кое-чего. Они будут принадлежать. Они подойдут немного ближе к их нереалистичным мечтам о власти и славе. Сегодня, наконец, они присоединятся к… Я почти сказал, к человеческому роду, и это будет полуправдой; раса, к которой они присоединяются, сегодня включает только половину человечества.

## Сюжет
Три изгоя общества — мужчины, зовущиеся Спейн, Планнетта и Кастл — приняты в структуру, которая является штабом подрывного тайного общества, известного как «Невидимки». При их начальном инструктаже Спейн немедленно распознает человека, говорящего с ними, как губернатора неназванного государства. «Губернатор» опровергает его, говоря, что его единственная роль — это член общества «Невидимки». И цель этого общества состоит в том, чтобы заразить ключевых правительственных и деловых фигур крабовидными существами, которые присоединяются к спинам людей и контролируют их разум. Делая так, «Невидимки» планируют завоевать мир. Каждому из новичков дают цель, чтобы заразить следующего. Заражение Кастла оказывается неудачным, и он становится одним из обслуги в составе «Невидимок».
Оказывается, Спейн — фактически агент ЦРУ, посланный, чтобы просочиться в общество «Невидимок». Он ускользает, чтобы встретиться со своим связником в лесу и заявляет ему свой план — попытаться установить дружбу с безнадежно одиноким Планнеттой, таким образом, он может заставить Планнетту называть его «младшим братом», как будто бы они были разлучены и поздно встретились. План Спейна нарушен тем, что Джонни (его связник) убит и доставлен в клинику, чтобы на нём практиковались студенты.
Спейну поручают заразить Генерала Хиллари Кларк в Вашингтоне, округ Колумбия, изображая из себя шофера его неверной жены. Однако, действительность состоит в том, что тот в подчинении «Невидимок». Кларк уже заражен, и Спейна послали туда именно для того, чтобы Кларк мог заразить его, когда его заражение должно было перестать действовать. Спейну удаётся убежать, когда Кларк говорит слишком много и на мгновение замучен его «Невидимкой». Когда Спейн сбегает, подъезжает жена Кларка, и она таранит его автомобилем, ломая ему ногу. Спейн почти теряет сознание от жуткой боли. Когда он приходит в себя, госпожа Кларк пытается воздействовать на его повреждение, но ему удаётся, хромая, уйти и украсть автомобиль прежде, чем Кларк сможет его найти.
Спейну наконец удаётся найти Планетту, но только оказывается, что судьба совершает ещё один поворот: он сам был целью Планнетты все это время. Плача, потому что он думает, что Спейн его предал, Планнетта устанавливает «Невидимку» на землю, и гнусная тварь начинает ползти к Спейну. «Невидимка» не перемещается быстро, но это не дает преимуществ Спейну в его положении. В самый последний момент, однако, прибывают товарищи Спейна, агенты ЦРУ, стреляя и в существо и в Планнетту, таким образом, спасая Спейну жизнь. Но теперь Спейн думает только о том, что Невидимая угроза теперь повсюду.

## Заключительная фраза
Вы не знаете этих людей. Вы, возможно, смотрели на них, но Вы их не видели. Они как ветер, который уносит газеты на дно сточной канавы ветреной ночью — и чистит эту канаву дочиста.